# San Marino i olympiska vinterspelen för ungdomar 2024
San Marino deltog vid olympiska vinterspelen för ungdomar 2024 i Gangwon i Sydkorea mellan den 19 januari och 1 februari 2024. Det var fjärde gången som San Marino tävlade vid olympiska vinterspelen för ungdomar efter att ha deltagit i varje upplaga sedan den första upplagan 2012.
San Marinos trupp bestod av en manlig alpin skidåkare. Den alpina skidåkaren Mattia Beccari var landets fanbärare under öppningsceremonin.

## Tävlande
Följande är en lista över antalet tävlande som deltog i spelen per sport/disciplin.
| Sport            | Herrar | Damer | Totalt |
| ---------------- | ------ | ----- | ------ |
| Alpin skidåkning | 1      | 0     | 1      |
| Totalt           | 1      | 0     | 1      |

## Alpin skidåkning
San Marino hade en manlig alpin skidåkare som kvalificerat sig.
Herrar
| Idrottare      | Gren       | Åk 1  | Åk 1      | Åk 2    | Åk 2      | Totalt  | Totalt    |
| Idrottare      | Gren       | Tid   | Placering | Tid     | Placering | Tid     | Placering |
| -------------- | ---------- | ----- | --------- | ------- | --------- | ------- | --------- |
| Mattia Beccari | Storslalom | 0DNF0 | 0DNF0     | 0DNF0   | 0DNF0     | 0DNF0   | 0DNF0     |
| Mattia Beccari | Slalom     | 57,52 | 55        | 1.06,06 | 37        | 2.03,58 | 37        |